# Șura-Kopiivska, Tulciîn
Șura-Kopiivska (în ucraineană Шура-Копіївська) este localitatea de reședință a comunei Șura-Kopiivska din raionul Tulciîn, regiunea Vinnița, Ucraina.

## Demografie
Componența lingvistică a localității Șura-Kopiivska
     Ucraineană (78,99%)
     Rusă (19,38%)
     Belarusă (1,05%)
     Alte limbi (0,57%)
Conform recensământului din 2001, majoritatea populației localității Șura-Kopiivska era vorbitoare de ucraineană (78,99%), existând în minoritate și vorbitori de rusă (19,38%) și belarusă (1,05%).